# Ministerium des königlichen Hauses (Italien)
Das Ministerium des königlichen Hauses (Ministero della Real Casa) war im Königreich Italien für die privaten Angelegenheiten des Königs und seiner Familie sowie für die Verwaltung der Krongüter zuständig. Das Ministerium gehörte nicht zur Regierung im engeren Sinn, hatte jedoch zeitweise politischen Einfluss, insbesondere gegen Ende des Faschismus. Der Sitz des Ministeriums befand sich bis 1946 im Palazzo Sant’Andrea auf dem Quirinal in Rom.

## Geschichte
Die Geschichte des Ministeriums ist eng verbunden mit der des Hauses Savoyen, dessen Königreich Sardinien-Piemont von 1848 bis 1861 an der Spitze der italienischen Einigungsbewegung stand. Da sich dieses Königreich 1861 die alten italienischen Staaten eingliederte und seinen Namen in Königreich Italien änderte, haben die meisten italienischen Institutionen eine piemontesische Vorgeschichte.

### Vor der Einigung Italiens
Die Ursprünge des Ministeriums liegen in den Statuta Sabaudiae des Herzogs Amadeus VIII., mit denen 1430 unter anderem auch die Hofämter erstmals umfassend geregelt wurden. Der Großmeister war für den herzöglichen Haushalt verantwortlich, der Großkammerherr war für die herzöglichen Gemächer zuständig, der Großstallmeister für den Marstall, der Großalmosenier diente als Hofgeistlicher.
Unter Herzog Emanuel Philibert entstand 1563 in Turin ein Hausverwaltungsrat, in dem neben Vertretern der genannten Hofämter auch noch ein Schatzmeister, ein Sekretär und einige andere Amtsträger saßen. König Viktor Amadeus II. schuf 1717 aus dem Hausverwaltungsrat ein neues Hausverwaltungsamt. Innerhalb der neuen Behörde behielten Großmeister, Großkammerherr, Großstallmeister und Großalmosenier weiterhin ihre Aufgaben, für Finanz- und Wirtschaftsangelegenheiten wurde der Generalintendant zuständig. Daneben gab es auch einen Großmeister der Garderobe und einen Großjägermeister.
Ab 1817 stand der Generalintendant an der Spitze des Hausverwaltungsamtes, das nunmehr auch für die Verwaltung der königlichen Burgen, Schlösser, Gärten und sonstigen Immobilien verantwortlich war. Insgesamt standen rund 500 Personen auf der Gehaltsliste des Amtes. Im Zug der Revolution von 1848 und der oktroyierten Verfassung Karl Alberts (Statuto Albertino) kam es zu etlichen tiefgreifenden Reformen. Die alten Hofämter wurden abgeschafft: der neue Palastpräfekt übernahm die Aufgaben des Großmeisters und des Großkammerherrn und leitete die zivile Abteilung des königlichen Hauses, der Erste Feldadjutant leitete die militärische Abteilung mit dem Sicherheitsdienst und übernahm unter anderem die Aufgaben des Großstallmeisters. Es verblieb der Almosenier. Der Generalintendant blieb als Behördenleiter für Finanz- und Vermögensangelegenheiten und damit auch für die Zivilliste zuständig. Die Reformen kamen 1856 zum Abschluss, als aus dem Hofverwaltungsamt das Ministerium des königlichen Hauses wurde, dessen vier bis sechs Abteilungen weiterhin für die genannten Aufgaben zuständig waren.

### Nach der Einigung
Das Ministerium des königlichen Hauses blieb mit den anderen Ministerien bis 1865 in Turin. Im Zug der Verlegung der Hauptstadt des Königreiches Italien kam es bis 1870 nach Florenz und dann nach Rom, wo es schließlich im Palazzo Sant’Andrea neben dem Quirinalspalast unterkam. 1884 richtete das Ministerium in acht Städten Außenstellen ein, die von dort aus in ihrem jeweiligen territorialen Zuständigkeitsbereich königliche Güter verwalteten und sonstige private Angelegenheiten des Königs bearbeiteten, soweit dies nicht durch das Ministerium direkt geschah.
Der vorletzte Minister des königlichen Hauses, Herzog Pietro Acquarone, spielte bei der Absetzung Mussolinis im Juli 1943 eine Rolle, als er zwischen König Viktor Emanuel III. und der innerfaschistischen Opposition vermittelte. Der letzte Minister, Falcone Lucifero, kämpfte von 1944 bis 1946 um den Erhalt der Monarchie, jedoch vergeblich.
Die Aufgaben des Ministeriums wurden weitgehend vom Generalsekretariat des Präsidenten der Republik übernommen.

## Dienstsitz
Das Ministerium hatte seinen Sitz im Palazzo di Sant’Andrea, der zusammen mit der ehemaligen Hofkirche Sant’Andrea al Quirinale einen zusammengehörigen Gebäudekomplex in den Gartenanlagen an der Via del Quirinale bildet. Lange Zeit absolvierten hier angehende Jesuiten ihr Noviziat. Das ursprüngliche Gebäude aus dem 16. Jahrhundert wurde ab 1880 umgebaut, um dort das Ministerium des königlichen Hauses direkt neben dem Quirinalspalast unterzubringen. Nach der Auflösung des Ministeriums wurde dort eine Abteilung des Finanzministeriums untergebracht, heute befindet sich im Palazzo Sant’Andrea das Archiv des Präsidialamtes.